# 2019-es AFC-bajnokok ligája
A 2019-es AFC-bajnokok ligája volt a legrangosabb ázsiai nemzetközi labdarúgókupa, mely jelenlegi nevén 17., jogelődjeivel együttvéve pedig 38. alkalommal került kiírásra.
A címvédő a japán Kasima Antlers volt. A bajnoki trófeát a szaúd-arábiai el-Hilál szerezte meg, a kupa történetében harmadik alkalommal.

## Csapatok
A kupába összesen 51 csapat kvalifikált.
| Labdarúgó-szövetség                | Csapat             | Kvalifikálás módja |
| ---------------------------------- | ------------------ | --- |
| Egyesült Arab Emírségek (3 csapat) | El-Ajn             | A 2017–18-as egyesült arab emírségekbeli első osztály bajnoka és a 2017–18-as egyesült arab emírségekbeli labdarúgókupa győztese |
| Egyesült Arab Emírségek (3 csapat) | el-Vahda           | A 2017–18-as egyesült arab emírségekbeli első osztály ezüstérmese                                                                |
| Egyesült Arab Emírségek (3 csapat) | Al-Wasl            | A 2017–18-as egyesült arab emírségekbeli első osztály bronzérmese                                                                |
| Szaúd-Arábia (3 csapat)            | el-Hilál           | A 2017–18-as szaúd-arábiai első osztály bajnoka                                                                                  |
| Szaúd-Arábia (3 csapat)            | el-Áttihád         | A 2018-as szaúd-arábiai labdarúgókupa győztese                                                                                   |
| Szaúd-Arábia (3 csapat)            | el-Áhlí            | A 2017–18-as szaúd-arábiai első osztály ezüstérmese                                                                              |
| Katar (2 csapat)                   | ed-Duhaíl          | A 2017–18-as katari első osztály bajnoka és a 2018-as emír-kupa győztese                                                         |
| Katar (2 csapat)                   | Asz-Szadd          | A 2017–18-as katari első osztály ezüstérmese                                                                                     |
| Irán (2 csapat)                    | Persepolis         | A 2017–18-as iráni első osztály bajnoka                                                                                          |
| Irán (2 csapat)                    | Esteghlal          | A 2017–18-as iráni első osztály bronzérmese és a 2017–18-as iráni labdarúgókupa győztese                                         |
| Üzbegisztán (1 csapat)             | Lokomotiv Tashkent | A 2018-as üzbég első osztály bajnoka                                                                                             |
| Irak (1 csapat)                    | Al-Zawraa          | A 2017–18-as iraki első osztály bajnoka                                                                                          |

| Labdarúgó-szövetség   | Csapat                 | Kvalifikálás módja                                                       |
| --------------------- | ---------------------- | ------------------------------------------------------------------------ |
| Dél-Korea (3 csapat)  | Jeonbuk Hyundai Motors | A 2018-as dél-koreai első osztály bajnoka                                |
| Dél-Korea (3 csapat)  | Tegu                   | A 2018-as dél-koreai labdarúgókupa győztese                              |
| Dél-Korea (3 csapat)  | Gyeongnam              | A 2018-as dél-koreai első osztály ezüstérmese                            |
| Kína (3 csapat)       | Shanghai Port          | A 2018-as kínai első osztály bajnoka                                     |
| Kína (3 csapat)       | Beijing Guoan          | A 2018-as kínai labdarúgókupa győztese                                   |
| Kína (3 csapat)       | Kuangcsou              | A 2018-as kínai első osztály ezüstérmese                                 |
| Japán (2 csapat)      | Kavaszaki Frontale     | A 2018-as japán első osztály bajnoka                                     |
| Japán (2 csapat)      | Urava Red Diamonds     | A 2018-as japán labdarúgókupa győztese                                   |
| Ausztrália (2 csapat) | Sydney                 | A 2017–18-as ausztrál első osztály alapszakaszának győztese              |
| Ausztrália (2 csapat) | Melbourne Victory      | A 2017–18-as ausztrál első osztály egyenes kieséses szakaszának győztese |
| Thaiföld (1 csapat)   | Buriram United         | A 2018-as thaiföldi első osztály bajnoka                                 |
| Malajzia (1 csapat)   | Johor Darul Ta'zim     | A 2018-as maláj első osztály bajnoka                                     |

| Labdarúgó-szövetség                | Csapat                | Kvalifikálás módja                                                         |
| ---------------------------------- | --------------------- | -------------------------------------------------------------------------- |
| Egyesült Arab Emírségek (1 csapat) | Al-Nasr               | A 2017–18-as egyesült arab emírségekbeli első osztály negyedik helyezettje |
| Szaúd-Arábia (1 csapat)            | en-Naszr              | A 2017–18-as szaúd-arábiai első osztály bronzérmese                        |
| Katar (2 csapat)                   | Al-Rayyan             | A 2017–18-as katari első osztály bronzérmese                               |
| Katar (2 csapat)                   | Al-Gharafa            | A 2017–18-as katari első osztály negyedik helyezettje                      |
| Dél-Korea (1 csapat)               | Ulszan Hyundai        | A 2018-as dél-koreai első osztály bronzérmese                              |
| Kína (1 csapat)                    | Santung Lüneng Tajsan | A 2018-as kínai első osztály bronzérmese                                   |
| Japán (2 csapat)                   | Sanfrecce Hirosima    | A 2018-as japán első osztály ezüstérmese                                   |
| Japán (2 csapat)                   | Kasima Antlers        | A 2018-as japán első osztály bronzérmese                                   |

| Labdarúgó-szövetség      | Csapat             | Kvalifikálás módja                                                     |
| ------------------------ | ------------------ | ---------------------------------------------------------------------- |
| Irán (2 csapat)          | Zob Ahan Esfahan   | A 2017–18-as iráni első osztály ezüstérmese                            |
| Irán (2 csapat)          | Saipa              | A 2017–18-as iráni első osztály negyedik helyezettje                   |
| Üzbegisztán (2 csapat)   | AGMK               | A 2018-as üzbég labdarúgókupa győztese                                 |
| Üzbegisztán (2 csapat)   | Pakhtakor Tashkent | A 2018-as üzbég első osztály ezüstérmese                               |
| Irak (1 csapat)          | Al-Quwa Al-Jawiya  | A 2017–18-as iraki első osztály ezüstérmese                            |
| Tádzsikisztán (1 csapat) | Istiklol           | A 2018-as tádzsik első osztály bajnoka                                 |
| India (1 csapat)         | Minerva Punjab     | A 2017–18-as indiai első osztály bajnoka                               |
| Ausztrália (1 csapat)    | Newcastle Jets     | A 2017–18-as ausztrál első osztály alapszakaszának második helyezettje |
| Thaiföld (2 csapat)      | Chiangrai United   | A 2018-as thaiföldi labdarúgókupa győztese                             |
| Thaiföld (2 csapat)      | Bangkok United     | A 2018-as thaiföldi első osztály ezüstérmese                           |
| Malajzia (1 csapat)      | Perak              | A 2018-as maláj első osztály ezüstérmese                               |
| Hong Kong (1 csapat)     | Kitchee            | A 2017–18-as hongkongi első osztály bajnoka                            |
| Vietnám (1 csapat)       | Hanoi              | A 2018-as vietnámi első osztály bajnoka                                |

| Labdarúgó-szövetség       | Csapat            | Kvalifikálás módja                             |
| ------------------------- | ----------------- | ---------------------------------------------- |
| Jordánia (1 csapat)       | Al-Wehdat         | A 2017–18-as jordán első osztály bajnoka       |
| Kuvait (1 csapat)         | Kuwait            | A 2017–18-as kuvaiti első osztály bajnoka      |
| Fülöp-szigetek (1 csapat) | United City       | A 2018-as fülöp-szigeteki első osztály bajnoka |
| Szingapúr (1 csapat)      | Lion City Sailors | A 2018-as szingapúri első osztály ezüstérmese  |
| Indonézia (1 csapat)      | Persija Jakarta   | A 2018-as indonéz első osztály bajnoka         |
| Mianmar (1 csapat)        | Yangon United     | A 2018-as mianmari első osztály bajnoka        |

## Selejtezők

### 1. selejtezőkör
| 1. csapat | Eredmény | 2. csapat |
| --------- | -------- | --------- |
| Al-Wehdat | 2–3      | Kuwait    |

| 1. csapat         | Eredmény | 2. csapat       |
| ----------------- | -------- | --------------- |
| United City       | 1–2      | Yangon United   |
| Lion City Sailors | 1–3      | Persija Jakarta |

### 2. selejtezőkör
| 1. csapat          | Eredmény   | 2. csapat         |
| ------------------ | ---------- | ----------------- |
| Pakhtakor Tashkent | 2–1        | Al-Quwa Al-Jawiya |
| AGMK               | 4–2        | Istiklol          |
| Saipa              | 4–0        | Minerva Punjab    |
| Zob Ahan Esfahan   | 1–0 (h.u.) | Kuwait            |

| 1. csapat        | Eredmény        | 2. csapat       |
| ---------------- | --------------- | --------------- |
| Perak            | 1–1 (bünt. 6–5) | Kitchee         |
| Bangkok United   | 0–1             | Hanoi           |
| Chiangrai United | 3–1             | Yangon United   |
| Newcastle Jets   | 3–1 (h.u.)      | Persija Jakarta |

### Rájátszás
| 1. csapat  | Eredmény | 2. csapat          |
| ---------- | -------- | ------------------ |
| Al-Nasr    | 1–2      | Pakhtakor Tashkent |
| en-Naszr   | 4–0      | AGMK               |
| Al-Rayyan  | 3–1      | Saipa              |
| Al-Gharafa | 2–3      | Zob Ahan Esfahan   |

| 1. csapat             | Eredmény        | 2. csapat        |
| --------------------- | --------------- | ---------------- |
| Ulszan Hyundai        | 5–1             | Perak            |
| Santung Lüneng Tajsan | 4–1             | Hanoi            |
| Sanfrecce Hirosima    | 0–0 (bünt. 4–3) | Chiangrai United |
| Kasima Antlers        | 4–1             | Newcastle Jets   |

## Csoportkör

### A csoport
| Hely. | Csapat           | M | Gy | D | V | G+ | G– | Gk  | P  | Továbbjutás vagy kiesés       |     | ZAE | ENN | ALZ | ALW |
| ----- | ---------------- | - | -- | - | - | -- | -- | --- | -- | ----------------------------- | --- | --- | --- | --- | --- |
| 1.    | Zob Ahan Esfahan | 6 | 3  | 3 | 0 | 10 | 5  | +5  | 12 | Továbbjutott a nyolcaddöntőbe |     | —   | 0–0 | 0–0 | 2–0 |
| 2.    | en-Naszr         | 6 | 3  | 1 | 2 | 11 | 7  | +4  | 10 | Továbbjutott a nyolcaddöntőbe |     | 2–3 | —   | 4–1 | 3–1 |
| 3.    | Al-Zawraa        | 6 | 2  | 2 | 2 | 14 | 9  | +5  | 8  |                               |     | 2–2 | 1–2 | —   | 5–0 |
| 4.    | Al-Wasl          | 6 | 1  | 0 | 5 | 4  | 18 | −14 | 3  |                               | 1–3 | 1–0 | 1–5 | —   |     |

### B csoport
| Hely. | Csapat             | M | Gy | D | V | G+ | G– | Gk | P  | Továbbjutás vagy kiesés       |     | ALV | ELA | LOT | ALR |
| ----- | ------------------ | - | -- | - | - | -- | -- | -- | -- | ----------------------------- | --- | --- | --- | --- | --- |
| 1.    | el-Vahda           | 6 | 4  | 1 | 1 | 14 | 9  | +5 | 13 | Továbbjutott a nyolcaddöntőbe |     | —   | 4–1 | 3–1 | 4–3 |
| 2.    | el-Áttihád         | 6 | 3  | 2 | 1 | 13 | 9  | +4 | 11 | Továbbjutott a nyolcaddöntőbe |     | 1–1 | —   | 3–2 | 5–1 |
| 3.    | Lokomotiv Tashkent | 6 | 2  | 1 | 3 | 10 | 11 | −1 | 7  |                               |     | 2–0 | 1–1 | —   | 3–2 |
| 4.    | Al-Rayyan          | 6 | 1  | 0 | 5 | 9  | 17 | −8 | 3  |                               | 1–2 | 0–2 | 2–1 | —   |     |

### C csoport
| Hely. | Csapat    | M | Gy | D | V | G+ | G– | Gk | P  | Továbbjutás vagy kiesés       |     | ELH | ALD | EST | ELA |
| ----- | --------- | - | -- | - | - | -- | -- | -- | -- | ----------------------------- | --- | --- | --- | --- | --- |
| 1.    | el-Hilál  | 6 | 4  | 1 | 1 | 10 | 5  | +5 | 13 | Továbbjutott a nyolcaddöntőbe |     | —   | 3–1 | 1–0 | 2–0 |
| 2.    | ed-Duhaíl | 6 | 2  | 3 | 1 | 11 | 8  | +3 | 9  | Továbbjutott a nyolcaddöntőbe |     | 2–2 | —   | 3–0 | 2–2 |
| 3.    | Esteghlal | 6 | 2  | 2 | 2 | 6  | 8  | −2 | 8  |                               |     | 2–1 | 1–1 | —   | 1–1 |
| 4.    | El-Ajn    | 6 | 0  | 2 | 4 | 4  | 10 | −6 | 2  |                               | 0–1 | 0–2 | 1–2 | —   |     |

### D csoport
| Hely. | Csapat             | M | Gy | D | V | G+ | G– | Gk | P  | Továbbjutás vagy kiesés       |     | ASZ | ELA | PAT | PER |
| ----- | ------------------ | - | -- | - | - | -- | -- | -- | -- | ----------------------------- | --- | --- | --- | --- | --- |
| 1.    | Asz-Szadd          | 6 | 3  | 1 | 2 | 7  | 8  | −1 | 10 | Továbbjutott a nyolcaddöntőbe |     | —   | 2–1 | 2–1 | 1–0 |
| 2.    | el-Áhlí            | 6 | 3  | 0 | 3 | 7  | 7  | 0  | 9  | Továbbjutott a nyolcaddöntőbe |     | 2–0 | —   | 2–1 | 2–1 |
| 3.    | Pakhtakor Tashkent | 6 | 2  | 2 | 2 | 7  | 7  | 0  | 8  |                               |     | 2–2 | 1–0 | —   | 1–0 |
| 4.    | Persepolis         | 6 | 2  | 1 | 3 | 6  | 5  | +1 | 7  |                               | 2–0 | 2–0 | 1–1 | —   |     |

### E csoport
| Hely. | Csapat                | M | Gy | D | V | G+ | G– | Gk | P  | Továbbjutás vagy kiesés       |     | SLT | KAA | GYE | JDT |
| ----- | --------------------- | - | -- | - | - | -- | -- | -- | -- | ----------------------------- | --- | --- | --- | --- | --- |
| 1.    | Santung Lüneng Tajsan | 6 | 3  | 2 | 1 | 10 | 8  | +2 | 11 | Továbbjutott a nyolcaddöntőbe |     | —   | 2–2 | 2–1 | 2–1 |
| 2.    | Kasima Antlers        | 6 | 3  | 1 | 2 | 9  | 8  | +1 | 10 | Továbbjutott a nyolcaddöntőbe |     | 2–1 | —   | 0–1 | 2–1 |
| 3.    | Gyeongnam             | 6 | 2  | 2 | 2 | 9  | 8  | +1 | 8  |                               |     | 2–2 | 2–3 | —   | 2–0 |
| 4.    | Johor Darul Ta'zim    | 6 | 1  | 1 | 4 | 4  | 8  | −4 | 4  |                               | 0–1 | 1–0 | 1–1 | —   |     |

### F csoport
| Hely. | Csapat             | M | Gy | D | V | G+ | G– | Gk  | P  | Továbbjutás vagy kiesés       |     | SAH | KUA | TEG | MEV |
| ----- | ------------------ | - | -- | - | - | -- | -- | --- | -- | ----------------------------- | --- | --- | --- | --- | --- |
| 1.    | Sanfrecce Hirosima | 6 | 5  | 0 | 1 | 9  | 4  | +5  | 15 | Továbbjutott a nyolcaddöntőbe |     | —   | 1–0 | 2–0 | 2–1 |
| 2.    | Kuangcsou          | 6 | 3  | 1 | 2 | 9  | 5  | +4  | 10 | Továbbjutott a nyolcaddöntőbe |     | 2–0 | —   | 1–0 | 4–0 |
| 3.    | Tegu               | 6 | 3  | 0 | 3 | 10 | 6  | +4  | 9  |                               |     | 0–1 | 3–1 | —   | 4–0 |
| 4.    | Melbourne Victory  | 6 | 0  | 1 | 5 | 4  | 17 | −13 | 1  |                               | 1–3 | 1–1 | 1–3 | —   |     |

### G csoport
| Hely. | Csapat                 | M | Gy | D | V | G+ | G– | Gk | P  | Továbbjutás vagy kiesés       |     | JHM | URD | BEG | BUU |
| ----- | ---------------------- | - | -- | - | - | -- | -- | -- | -- | ----------------------------- | --- | --- | --- | --- | --- |
| 1.    | Jeonbuk Hyundai Motors | 6 | 4  | 1 | 1 | 7  | 3  | +4 | 13 | Továbbjutott a nyolcaddöntőbe |     | —   | 2–1 | 3–1 | 0–0 |
| 2.    | Urava Red Diamonds     | 6 | 3  | 1 | 2 | 9  | 4  | +5 | 10 | Továbbjutott a nyolcaddöntőbe |     | 0–1 | —   | 3–0 | 3–0 |
| 3.    | Beijing Guoan          | 6 | 2  | 1 | 3 | 6  | 8  | −2 | 7  |                               |     | 0–1 | 0–0 | —   | 2–0 |
| 4.    | Buriram United         | 6 | 1  | 1 | 4 | 3  | 10 | −7 | 4  |                               | 1–0 | 1–2 | 1–3 | —   |     |

### H csoport
| Hely. | Csapat             | M | Gy | D | V | G+ | G– | Gk | P  | Továbbjutás vagy kiesés       |     | ULH | SHP | KAF | SYD |
| ----- | ------------------ | - | -- | - | - | -- | -- | -- | -- | ----------------------------- | --- | --- | --- | --- | --- |
| 1.    | Ulszan Hyundai     | 6 | 3  | 2 | 1 | 5  | 7  | −2 | 11 | Továbbjutott a nyolcaddöntőbe |     | —   | 1–0 | 1–0 | 1–0 |
| 2.    | Shanghai Port      | 6 | 2  | 3 | 1 | 13 | 8  | +5 | 9  | Továbbjutott a nyolcaddöntőbe |     | 5–0 | —   | 1–0 | 2–2 |
| 3.    | Kavaszaki Frontale | 6 | 2  | 2 | 2 | 9  | 6  | +3 | 8  |                               |     | 2–2 | 2–2 | —   | 1–0 |
| 4.    | Sydney             | 6 | 0  | 3 | 3 | 5  | 11 | −6 | 3  |                               | 0–0 | 3–3 | 0–4 | —   |     |

## Egyenes kieséses szakasz

### Nyolcaddöntő
| 1. csapat  | Össz. | 2. csapat        | 1. mérk. | 2. mérk. |
| ---------- | ----- | ---------------- | -------- | -------- |
| en-Naszr   | 4–3   | el-Vahda         | 1–1      | 3–2      |
| el-Áttihád | 6–4   | Zob Ahan Esfahan | 2–1      | 4–3      |
| ed-Duhaíl  | 2–4   | Asz-Szadd        | 1–1      | 1–3      |
| el-Áhlí    | 3–4   | el-Hilál         | 2–4      | 1–0      |

| 1. csapat          | Össz.           | 2. csapat              | 1. mérk. | 2. mérk.   |
| ------------------ | --------------- | ---------------------- | -------- | ---------- |
| Kasima Antlers     | 3–3 (i.l.g.)    | Sanfrecce Hirosima     | 1–0      | 2–3        |
| Kuangcsou          | 4–4 (bünt. 6–5) | Santung Lüneng Tajsan  | 2–1      | 2–3 (h.u.) |
| Urava Red Diamonds | 4–2             | Ulszan Hyundai         | 1–2      | 3–0        |
| Shanghai Port      | 2–2 (bünt. 5–3) | Jeonbuk Hyundai Motors | 1–1      | 1–1 (h.u.) |

- (i.l.g.) – idegenben lőtt gólokkal

### Negyeddöntő
| 1. csapat  | Össz. | 2. csapat | 1. mérk. | 2. mérk. |
| ---------- | ----- | --------- | -------- | -------- |
| en-Naszr   | 3–4   | Asz-Szadd | 2–1      | 1–3      |
| el-Áttihád | 1–3   | el-Hilál  | 0–0      | 1–3      |

| 1. csapat     | Össz.        | 2. csapat          | 1. mérk. | 2. mérk. |
| ------------- | ------------ | ------------------ | -------- | -------- |
| Shanghai Port | 3–3 (i.l.g.) | Urava Red Diamonds | 2–2      | 1–1      |
| Kuangcsou     | 1–1 (i.l.g.) | Kasima Antlers     | 0–0      | 1–1      |

### Elődöntő
| 1. csapat | Össz. | 2. csapat | 1. mérk. | 2. mérk. |
| --------- | ----- | --------- | -------- | -------- |
| Asz-Szadd | 5–6   | el-Hilál  | 1–4      | 4–2      |

| 1. csapat          | Össz. | 2. csapat | 1. mérk. | 2. mérk. |
| ------------------ | ----- | --------- | -------- | -------- |
| Urava Red Diamonds | 3–0   | Kuangcsou | 2–0      | 1–0      |

### Döntő
| 2019. november 9. 19:30 UTC+3 |

| el-Hilál     | 1–0 | Urava Red Diamonds |
| ------------ | --- | ------------------ |
| Carrillo 60' |     |                    |

| KSU Stadion, Rijád, Szaúd-Arábia Nézőszám: 22 549 Játékvezető: Ali Sabah (Irak) |

| 2019. november 24. 19:01 UTC+9 |

| Urava Red Diamonds | 0–2 | el-Hilál                    |
| ------------------ | --- | --------------------------- |
|                    |     | al-Davszarí 74' Gomis 90+3' |

| Szaitama Stadion 2002, Szaitama, Japán Nézőszám: 58 109 Játékvezető: Valentin Kovalenko (Üzbegisztán) |

A szaúd-arábiai El-Hilál csapata győzött 3–0-ás összesítéssel.

## Góllövőlista
| Helyezés | Játékos           | Csapat                | Gólok |
| -------- | ----------------- | --------------------- | ----- |
| 1        | Bafétimbi Gomis   | el-Hilál              | 11    |
| 2        | Leonardo          | el-Vahda              | 9     |
| 3        | Kóroki Sinzó      | Urava Red Diamonds    | 8     |
| 4        | Omar Al-Somah     | el-Áhlí               | 7     |
| 5        | Alaa Abbas        | Al-Zawraa             | 6     |
| 5        | Giuliano de Paula | en-Naszr              | 6     |
| 5        | Hulk              | Shanghai Port         | 6     |
| 5        | Graziano Pellè    | Santung Lüneng Tajsan | 6     |